# Golf von Antalya
Der Golf von Antalya (türkisch: Antalya Körfezi) ist ein Golf im Süden der Türkei und im Norden des Levantischen Meeres, dem östlichsten Teil des Mittelmeeres.

## Beschaffenheit
Der Golf von Antalya zieht sich von Anamur Burnu im Osten bis Yardımcı Burnu im Westen. Dies sind 217 km Luftlinie. Die Küstenlänge des Golfs beträgt jedoch mehr als 300 km. Auf der Höhe der Stadt von Antalya erstreckt sich der Golf rund 75 km landeinwärts. Im Golf selbst befinden sich keine nennenswerten Inseln. Der Golf umfasst auch die als Türkische Riviera bekannten Strandabschnitte (220 km von Kemer bis Gazipaşa). Die Küste selbst ist teilweise schroff mit hohen Felsen (vor allem im äußersten Osten und Westen), teilweise findet man auch flache Sandstrände mit niedrigen Büschen und Kiefernbewuchs.

## Orte
Die namensgebende und zugleich größte Stadt ist Antalya; der Tourismus ist der wichtigste Wirtschaftszweig dieser Region. Weitere Städte am Golf sind Kemer, Belek, Kumköy, Manavgat, Side, Avsallar und Alanya. Neben Antalya findet man Häfen für Yachten in Çavuz, Sazak und Cineviz.

## Geschichte
Der Golf von Antalya hieß in der Antike Mare Pamphylium oder Pamphylisches Meer nach der antiken Landschaft Pamphylien, die ihn im Norden begrenzte, er erstreckte sich  von Lykien im Westen bis Kilikien im Osten.